# Džermové
Džermové nebo také Zarmové jsou příslušníci negroidního etnika obývajícího oblast západoafrického sahelu. Jejich celkový počet se odhaduje na tři a půl milionu; žijí převážně na jihozápadě Nigeru, odkud jejich osídlení zasahuje na území Nigérie, Beninu, Toga, Ghany a Burkiny Faso. Hovoří jazykem zarma, která pravděpodobně patří mezi nilosaharské jazyky. 

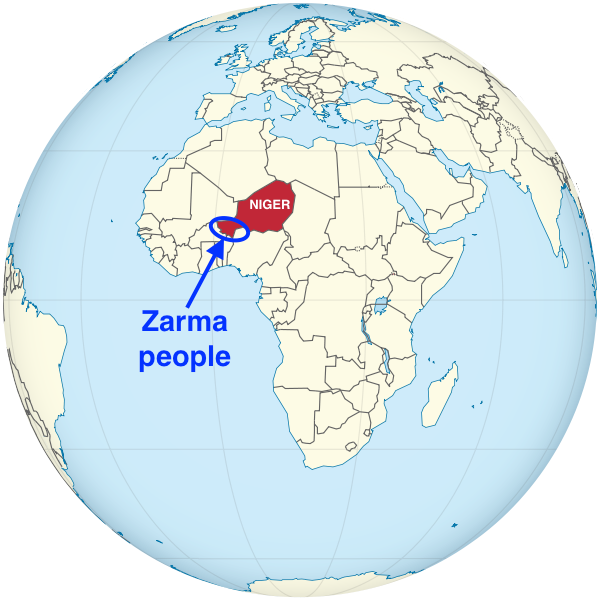
Mapa džermského osídlení

Jejich pravlast leží v oblasti okolo jezera Débo, odkud v období Songhajské říše migrovali k jihu a východu. Kolem roku 1750 založili otrokářské království v okolí města Dosso, jehož území v roce 1898 ovládli Francouzi. Vyznávají převážně islám málikovského mazhabu, v němž však přetrvává řada prvků z původního animismu. Jejich společnost je rozdělena na patrilieární klany a kasty, vedoucí postavení mají náčelníci zvaní džermakoj. Zabývají se pěstováním kukuřice, čiroku, tabáku a bavlníku, zámožní Džermové vlastní stáda skotu, velbloudů a koní, která pronajímají fulbským a tuaréžským pastevcům. Proslulá je tradiční džermská hudba, využívající nástroje jako gumbe nebo dondon. 
V Nigeru tvoří Džermové a jejich blízcí příbuzní Songhajci více než pětinu obyvatelstva. Protože na jejich území leží hlavní město Niamey, hrají dominantní roli v ekonomickém a politickém životě země – džermského původu byli nigerští prezidenti Hamani Diori a Ali Saibou. Mnozí Džermové odcházejí z Nigeru za prací do bohatších zemí na pobřeží Guinejského zálivu.
V tomto etniku se stále provozuje ženská obřízka, i když počet zákroků se snížil na zhruba devět procent.